# 庫克峰 (南極洲)
72°27′S 74°46′E / 72.450°S 74.767°E
庫克峰是南極洲的山峰，位於伊麗莎白公主地，屬於格羅夫山脈的一部分，處於博德冰原島峰西北面11公里，該山峰根據澳大利亞探險隊拍攝的空中照片被繪入地圖，以莫森站的宇宙線物理學家命名。